# Torre di Longonsardo
La torre di Longonsardo, nota anche come torre di Santa Teresa, è una torre costiera sarda posta sul promontorio che divide le baie di Santa Reparata e di Porto Longone, a Santa Teresa Gallura.

## Storia
Sul promontorio a protezione del porto di Longonsardo, fin dal 1556 fu insediato un presidio di vigilanza, ma già dopo pochi anni emerse la necessità di renderlo più efficiente attraverso la costruzione di una solida struttura, in grado di rispondere meglio agli attacchi provenienti dal mare; i lavori del nuovo edificio furono probabilmente avviati intorno al 1577 e furono certamente conclusi entro il 1599. La torre rientrava nel sistema difensivo voluto dal re Filippo II di Spagna, allo scopo di proteggere la costa sarda dai saccheggi dei saraceni e dei berberi che giungevano dal Nord Africa.
Nei decenni successivi l'edificio fu risistemato in varie occasioni, finché nel 1777 fu ristrutturato completamente e nel 1791 fu rinforzato per volere dei Savoia, impadronitisi dell'isola nel 1720; nel corso degli ultimi lavori di adeguamento, alla base della torre fu addossato un 
rivellino, mentre sulla terrazza fu aggiunta una garitta di vedetta; inoltre, nella piazza d'armi fu realizzata una mezzaluna in grado di ospitare la guarnigione.
Nel giugno del 1802, nel corso dell'insurrezione anti-sabauda volta a costituire una repubblica sardo-corsa, l'edificio fu espugnato dai ribelli capitanati dal prete Francesco Sanna Corda; dopo breve tempo le truppe savoiarde contrattaccarono e, durante gli aspri scontri, travolsero il sacerdote, che morì ai piedi della torre; al termine della battaglia, l'esercito regio si reimpadronì dell'edificio e tutti i rivoltosi furono condannati a morte.
Negli anni successivi la struttura fu riparata in alcune occasioni, finché non fu dismessa nel 1846 in seguito alla soppressione della Reale amministrazione delle torri. L'edificio cadde sempre più nel degrado, tanto che, intorno al 1930, le garitte crollarono al suolo.
Nel corso della seconda guerra mondiale la torre fu parzialmente riparata per ospitare un reparto di paracadutisti e fu dotata di una nuova scala d'accesso.
In seguito l'edificio e l'area circostante furono integralmente recuperati, allo scopo di renderli visitabili al pubblico; nel corso dei lavori fu rinvenuta l'antica cisterna per la raccolta dell'acqua.

## Descrizione

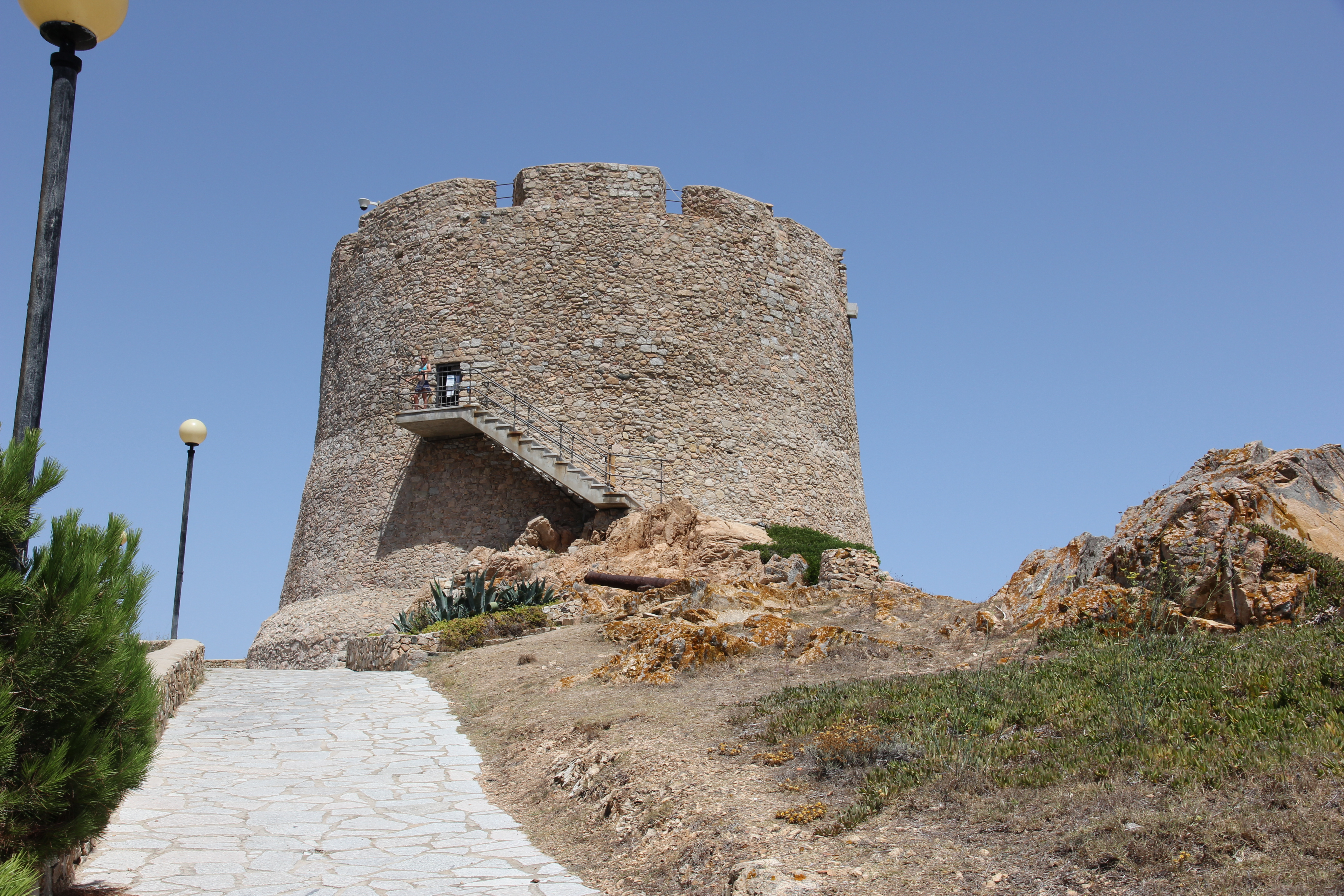
La torre vista da sud

La torre troncoconica si sviluppa su una base circolare del diametro di 19 m.
Interamente realizzata in granito, la struttura, alta 11 m, presenta un unico ingresso posto alla quota di 6 m, raggiungibile attraverso una scala metallica, aggiunta durante la seconda guerra mondiale per sostituire le antiche scale a pioli di corda. All'interno si accede a un'ampia sala a pianta circolare, del diametro di 10 m; l'ambiente, illuminato da una monofora a nord-est e coperto da una volta a cupola retta da un pilastro centrale, accoglie accanto al muro a sud-est una vasca scavata nella pietra. Al di sotto si trova la cisterna destinata a raccogliere l'acqua piovana, mentre in sommità, raggiungibile dall'interno attraverso una scala a chiocciola, è posto un terrazzo, su cui in origine erano collocati due cannoni; da quest'ultimo, attraverso una serie di feritoie, si domina il panorama circostante.
Intorno alla torre, a nord rimangono alcune tracce delle mura del rivellino settecentesco, mentre non si conservano resti della coeva mezzaluna.